# Deer Isle
Deer Isle ist eine Town im Hancock County des Bundesstaates Maine in den Vereinigten Staaten. Im Jahr 2020 lebten dort 2194 Einwohner in 1936 Haushalten auf einer Fläche von 320,30 km².

## Geografie
Nach dem United States Census Bureau hat Deer Isle eine Gesamtfläche von 320,30 km², von denen 76,97 km² Land sind und 243,33 km² aus Gewässern bestehen.

### Geografische Lage
Deer Isle liegt im Süden des Hancock Countys auf mehreren Inseln im Atlantischen Ozean. Im Osten in der Jericho Bay, im Westen in der Penobscot Bay. Auf dem Gebiet der Town befinden sich mehrere kleinere Seen wie der Torrey Pond der Lily Pond und der Mill Pond. Die Oberfläche ist eben, ohne nennenswerte Erhebungen.
Zu den bekannteren Inseln gehören: Campbell Island, Carney Island, Conary Island, Deer Isle, Freese Island, Little Deer Isle, Sheepshead Island, Stave Island und White Island.
Die meisten Inseln, die sich im Westen der Town befinden, sind Unorganized Territories und werden vom Bundesstaat Maine verwaltet. Zu diesen Inseln gehören: Pickering Island, Great Spruce Head Island, Little Spruce Head Island, Butter Island, Eagle Island, Bradbury Island, Hog Island und Pond Island.

### Nachbargemeinden
Alle Entfernungen sind als Luftlinien zwischen den offiziellen Koordinaten der Orte aus der Volkszählung 2010 angegeben.
- Norden: Brooksville, 6,0 km
- Nordnordosten: Sedgwick, 18,1 km
- Nordosten: Brooklin. 27,6 km
- Osten: Swans Island, 39,3 km
- Süden: Stonington, 16,6 km
- Südwesten: Vinalhaven, Knox County, 13,5 km
- Westen: North Haven, Knox County, 18,7 km
- Nordwesten: Islesboro, Waldo County, 14,0 km

### Stadtgliederung
In Deer Isle gibt es mehrere Siedlungsgebiete: Deer Isle, Eggemoggin, Mountainville, Little Deer Isle, North Deer Isle, Reach, South Deer Isle, Sunset, Sunshine und The Haulover.

### Klima
Die mittlere Durchschnittstemperatur in Deer Isle liegt zwischen −7,22 °C (19° Fahrenheit) im Januar und 20,6 °C (69° Fahrenheit) im Juli. Damit ist der Ort gegenüber dem langjährigen Mittel der USA um etwa 6 Grad kühler. Die Schneefälle zwischen Oktober und Mai liegen mit bis zu zweieinhalb Metern mehr als doppelt so hoch wie die mittlere Schneehöhe in den USA; die tägliche Sonnenscheindauer liegt am unteren Rand des Wertespektrums der USA.

## Geschichte
Bereits 1605 betrat mit George Weymouth der erste Europäer das Gebiet. Deer Isle wurde am 2. Februar 1789 als Town organisiert, zuvor war es als Deer Island Plantation bekannt. Sie war die vierte organisierte Town im Hancock County. Der Name leitete sich von den dort in den Wäldern lebenden Hirschen ab. Die Besiedlung startete 1762 und der erste Siedler war William Eaton.
Im Jahr 1874 wurde Land an die Town Isle au Haut und im Jahr 1897 an die Town Stonington abgegeben.

### Einwohnerentwicklung
| Volkszählungsergebnisse – Town of Deer Isle, Maine | Volkszählungsergebnisse – Town of Deer Isle, Maine | Volkszählungsergebnisse – Town of Deer Isle, Maine | Volkszählungsergebnisse – Town of Deer Isle, Maine | Volkszählungsergebnisse – Town of Deer Isle, Maine | Volkszählungsergebnisse – Town of Deer Isle, Maine | Volkszählungsergebnisse – Town of Deer Isle, Maine | Volkszählungsergebnisse – Town of Deer Isle, Maine | Volkszählungsergebnisse – Town of Deer Isle, Maine | Volkszählungsergebnisse – Town of Deer Isle, Maine | Volkszählungsergebnisse – Town of Deer Isle, Maine |
| Jahr                                               | 1700                                               | 1710                                               | 1720                                               | 1730                                               | 1740                                               | 1750                                               | 1760                                               | 1770                                               | 1780                                               | 1790                                               |
| -------------------------------------------------- | -------------------------------------------------- | -------------------------------------------------- | -------------------------------------------------- | -------------------------------------------------- | -------------------------------------------------- | -------------------------------------------------- | -------------------------------------------------- | -------------------------------------------------- | -------------------------------------------------- | -------------------------------------------------- |
| Einwohner                                          |                                                    |                                                    |                                                    |                                                    |                                                    |                                                    |                                                    |                                                    |                                                    | 682                                                |
| Jahr                                               | 1800                                               | 1810                                               | 1820                                               | 1830                                               | 1840                                               | 1850                                               | 1860                                               | 1870                                               | 1880                                               | 1890                                               |
| Einwohner                                          | 1094                                               | 1507                                               | 1842                                               | 2228                                               | 2841                                               | 3037                                               | 3590                                               | 3414                                               | 3266                                               | 3422                                               |
| Jahr                                               | 1900                                               | 1910                                               | 1920                                               | 1930                                               | 1940                                               | 1950                                               | 1960                                               | 1970                                               | 1980                                               | 1990                                               |
| Einwohner                                          | 2047                                               | 1946                                               | 1718                                               | 1266                                               | 1303                                               | 1234                                               | 1129                                               | 1211                                               | 1492                                               | 1829                                               |
| Jahr                                               | 2000                                               | 2010                                               | 2020                                               | 2030                                               | 2040                                               | 2050                                               | 2060                                               | 2070                                               | 2080                                               | 2090                                               |
| Einwohner                                          | 1876                                               | 1975                                               | 2194                                               |                                                    |                                                    |                                                    |                                                    |                                                    |                                                    |                                                    |

## Kultur und Sehenswürdigkeiten

### Bauwerke
In Deer Isle wurde eine archäologische Ausgrabungsstätte und mehrere Gebäude unter Denkmalschutz gestellt und ins National Register of Historic Places aufgenommen:
Ausgrabungsstätte
- Pond Island Archeological District, aufgenommen 1979, Register-Nr. 79000133

Gebäude
- Squire Ignatius Haskell House, aufgenommen 1978, Register-Nr. 78000165
- Haystack Mountain School of Crafts, aufgenommen 2005, Register-Nr. 05001469
- Peter Powers House, aufgenommen 1980, Register-Nr. 80000225
- Salome Sellers House, aufgenommen 1983, Register-Nr. 83004189

## Wirtschaft und Infrastruktur

### Verkehr
Deer Isle ist über die Deer Isle Bridge mit dem Festland verbunden. Über die Brücke verläuft auch die Maine State Route 15.

### Öffentliche Einrichtungen
In Deer Isle befindet sich das Island Nursing Home and Care Center.
Die Chase Emerson Memorial  befindet sich in der Main Street in Deer Isle.

### Bildung
Deer Isle gehört mit Brooklin, Sedgwick und Stonington zur School Union 76 und mit Bar Harbor, Bass Harbor, Cranberry Isles, Frenchboro,  Mount Desert, Southwest Harbor, Stonington, Swan’s Island und Trenton zum Mount Desert Island Regional School System - AOS 91.
In der School Union 76 werden folgende Schulen angeboten:
- Brooklin School in Brooklin mit Schulklassen von Pre-K bis 8. Schuljahr
- Sedgwick Elementary School in Sedgwick mit Schulklassen vom Pre-K bis 5. Schuljahr
- Deer Isle-Stonington Elementary School in Deer Island mit Schulklassen vom Kindergarten bis 8. Schuljahr
- Deer Isle-Stonington High School in Deer Island mit Schulklassen vom 9. bis 12. Schuljahr

## Persönlichkeiten

### Persönlichkeiten, die vor Ort gewirkt haben
- Dan Fogelberg (1951–2007), Sänger, Komponist und Multiinstrumentalist
- Robert McCloskey (1914–2003), Autor und Illustrator von Kinderbüchern